# Harriet Beecher Stowe
Harriet Elizabeth Beecher Stowe, nascuda Harriet Elizabeth Beecher, (Litchfield, 14 de juny de 1811 – Hartford, 1 de juliol de 1896) va ser una escriptora i activista política estatunidenca, coneguda pel seu destacat paper com a abolicionista.
Autora de més de 10 llibres, sent el més famós La cabana de l'oncle Tom, en el qual narra la història de la vida en l'esclavitud i que va ser publicada inicialment en forma d'episodis serials de 1851 a 1852 en un òrgan abolicionista, The National Era, editat per Gamaliel Bailey. Tot i que Stowe mai no havia estat al Sud nord-americà, va publicar subsegüentment A Key to Uncle Tom's Cabin, un treball en el qual documentava la veracitat de la seua descripció de les vides dels esclaus en la novel·la original. La seua segona novel·la va ser Dred: A Tale of the Great Dismal Swamp: també en contra de l'esclavitud.

## Biografia
Elizabeth Harriet va ser la setena d'onze fills de Lyman Beecher, un ministre presbiterià, i de Roxana Foote Beecher. Dels onze fills, set esdevindrien pastors, inclòs Henry Ward Beecher, una figura important en l'emancipació dels afroamericans. La seva germana gran Catherine Beecher seria una pionera pel dret a l'educació de les dones, i la seva germana petita Isabella Beecher Hooker seria una de les fundadores de la National Women's Suffrage Association
Tot i que la seva família és puritana, està oberta als problemes socials i a la reforma de la societat. La seva mare va morir quan ella tenia cinc anys, el seu pare es va tornar a casar amb Harriet Porter Beecher. Des de la seva infantesa, va ser convidada a participar en els debats durant els àpats, fet que li va donar un maneig de l'argumentació i de la retòrica.
L'any 1832, la seua família es va mudar a Cincinnati, Ohio, una altra fervent ciutat de la causa abolicionista, on son pare va esdevenir el primer president del Seminari Teològic de Lane.
Allà Elizabeth va ser mestra i va començar a escriure Escenes i tipus descendents de pelegrins que va publicar l'any 1843 sota el títol de The Mayflower (del nom del vaixell anglès Mayflower ) dels emigrants que van arribar a Amèrica del Nord el 1620).
En aqueix lloc, va obtenir coneixement propi de l'esclavitud i de l'organització clandestina de suport als esclaus anomenada Ferrocarril Subterrani, factors que la van motivar a escriure Uncle Tom's Cabin, la primera gran novel·la nord-americana amb un heroi afroamericà.

### Carrera
El 1833, va publicar el seu primer llibre Primary Geography on celebrava les diverses cultures que havia conegut.
La mort de sa mare (quan ella tenia quatre anys), i la convivència amb la seua madrastra li brindarà una imatge deteriorada sobre la qüestió de la maternitat, que es troba present en gran part dels seus treballs. Malgrat seguir les creences religioses de la seua família, aviat s'apartarà del Calvinisme ortodox de son pare, si bé part d'aquesta influència es troba en les seues novel·les.
L'any 1836 Harriet Beecher va contraure matrimoni amb Calvin Stowe, un capellà vidu. Després, ella i el seu marit es van mudar a Brunswick (Maine), en obtenir el marit una posició acadèmica al Bowdoin College. Harriet i Calvin van tenir set fills, però alguns d'ells van morir a d'infants. Les seues primogènites, les bessones Hattie i Eliza, van nàixer el 29 de setembre de 1836. Quatre anys més tard, el 1840, naix el seu fill Frederick William. L'any 1848 va nàixer el seu fill Samuel Charles, però l'any següent va morir com a resultat d'un còlera epidèmic.
Amb el seu marit Calvin Stowe, col·lega del seu pare, es va implicar en la lluita abolicionista. Les seves opinions obertament declarades contra l'esclavitud van significar abandonar la ciutat de Cincinnati per refugiar-se a Brunswick, Maine. La cabana de l'oncle Tom, publicada el 1852, va vendre 300.000 exemplaires el primer any; el llibre endureix les tensions entre el Sud i el Nord castigant la civilització del Sud i inflamant els abolicionistes.
Segons Wendell Phillips, Stowe va recollir un públic que els abolicionistes havien sembrat; tanmateix, si després del seu èxit literari Stowe es va mantenir al marge de les activitats públiques dels grups abolicionistes, també va desenvolupar una autèntica amistat marcada pel respecte i la confiança amb el famós abolicionista William Lloyd Garrison.
Abans havia publicat alguns contes o contes breus. A partir d'aquest èxit, va intentar publicar una seqüela el 1856, Dred, Story of the Great Damned Marsh. Però el títol no reuneix amb el mateix fervor popular que La cabana de l'oncle Tom, que seguirà sent la seva obra essencial, i que va tenir un èxit immens a Amèrica i Europa i va ser traduït a molts idiomes.
Amb el seu germà el reverend Henry Ward Beecher, va donar suport moral i econòmicament a Myrtilla Miner, que va obrir una acadèmia d'ensenyament superior a Washington per formar joves afroamericanes com a professores malgrat la forta oposició que van trobar.
La casa de Harriet Beecher Stowe a Cincinnati, Ohio, és la primera llar de son pare, Lyman Beecher, al campus del Seminari Lane. Harriet va viure aquí fins al seu matrimoni. Es troba oberta el públic i funciona com un lloc històric i cultural, concentrant-se en Harriet Beecher Stowe, el Seminari de Lane i el Ferrocarril subterrani. També s'hi exposa història afroamericana. Està localitzada a 2950 Gilbert Avenue, Cincinnati, OH 45206.

## Llegat

### Punts de referència
Diversos llocs de referència estan dedicats a la memòria de Harriet Beecher Stowe i es troben a diversos estats, com Ohio, Florida, Maine i Connecticut. Les ubicacions d'aquestes fites representen diferents períodes de la seva vida, com ara la casa del seu pare on va créixer i on va escriure la seva obra més famosa.
La Harriet Beecher Stowe House a Cincinnati, Ohio, és l'antiga casa del seu pare Lyman Beecher a l'antic campus del Lane Seminary. El seu pare era un predicador que es va veure molt afectat pels disturbis pro-esclavistes de Cincinnati de 1836. Harriet Beecher Stowe va viure aquí fins al seu matrimoni. Està obert al públic i funciona com a lloc històric i cultural, centrat en Harriet Beecher Stowe, el Lane Seminary i el Underground Railroad. El lloc també presenta la història afroamericana.
A les dècades de 1870 i 1880, Stowe i la seva família van hivernar a Mandarin, Florida, ara un barri de la moderna Jacksonville consolidada, al Riu Saint Johns. Stowe va escriure Palmetto Leaves, sens dubte una peça eloqüent de literatura promocional dirigida als possibles inversors del nord de Florida en aquell moment. El llibre es va publicar el 1873 i descriu el nord-est de Florida i els seus residents. El 1874, Stowe va ser honrat pel governador de Florida com un dels diversos habitants del nord que havien ajudat al creixement de Florida després de la guerra. A més dels seus escrits que inspiraven turistes i colons a la zona, va ajudar a establir una església i una escola, i va ajudar a promoure les taronges com a cultiu estatal important a través dels seus propis horts. L'escola que va ajudar a establir el 1870 era una escola integrada en mandarí per a nens i adults. Això va ser anterior al moviment nacional cap a la integració en més de mig segle. El marcador que commemora la família Stowe es troba a l'altra banda del carrer de l'antic lloc de la seva casa. Es troba a la propietat del Community Club, al lloc d'una església on el marit de Stowe va exercir com a ministre. L’Església del nostre Salvador és una església episcopal fundada l'any 1880 per un grup de persones que s'havien reunit per fer lectures de la Bíblia amb el professor Calvin E. Stowe i la seva famosa esposa. La casa va ser construïda el 1883 que contenia el vitrall Stowe Memorial, creat per Louis Comfort Tiffany.
La Harriet Beecher Stowe House a Brunswick, Maine, és on vivia Stowe quan va escriure La cabana de l'oncle Tom. El seu marit estava ensenyant teologia al proper Bowdoin College, i ella convidava regularment estudiants de la universitat i amics a llegir i discutir els capítols abans de la publicació. Futur general de la Guerra Civil, i posteriorment governador, Joshua Chamberlain era aleshores un estudiant a la universitat i més tard va descriure l'escenari. "En aquestes ocasions", va assenyalar Chamberlain, "un cercle escollit d'amics, la majoria joves, es va veure afavorit per la llibertat de casa seva, el punt de trobada era, però, la lectura abans de la publicació, dels successius capítols de la cabana del seu oncle Tom. i la discussió franca d'ells". El 2001, el Bowdoin College va comprar la casa, juntament amb un edifici annex més nou, i va poder recaptar els fons substancials necessaris per restaurar la casa. Ara està obert al públic.
La casa Harriet Beecher Stowe a Hartford, Connecticut, és la casa on Stowe va viure els darrers 23 anys de la seva vida. Era al costat de la casa del seu també autor Mark Twain. En aquests 460 m2 casa d'estil casa de camp, hi ha molts dels articles i articles originals de Beecher Stowe de l'època. A la biblioteca de recerca, oberta al públic, hi ha nombroses cartes i documents de la família Beecher. La casa està oberta al públic i ofereix visites guiades a la casa cada hora.

El 1833, durant l'època de Stowe a Cincinnati, la ciutat va patir una greu epidèmia de còlera. Per evitar malalties, Stowe va fer una visita a Washington, Kentucky, una comunitat important de l'època just al sud de Maysville. Es va quedar amb la família Marshall Key, una de les filles de la qual era estudiant al Lane Seminary. Està registrat que el senyor Key la va portar a veure una subhasta d'esclaus, ja que es feien sovint a Maysville. Els estudiosos creuen que l'experiència la va emocionar molt. La casa de Marshall Key encara es troba a Washington. Key era un destacat kentuckià; entre els seus visitants també hi havia Henry Clay i Daniel Webster.
El lloc històric de la cabana de l'oncle Tom forma part de l'assentament restaurat de Dawn a Dresden, Ontario, que es troba a 20 milles a l'est d’Algonac, Michigan. La comunitat d'esclaus alliberats fundada pel Reverend Josiah Henson i altres abolicionistes de la dècada de 1830 han estat restaurats. També hi ha un museu. Henson and the Dawn Settlement van proporcionar a Stowe la inspiració per a La cabana de l'oncle Tom.

### Honors

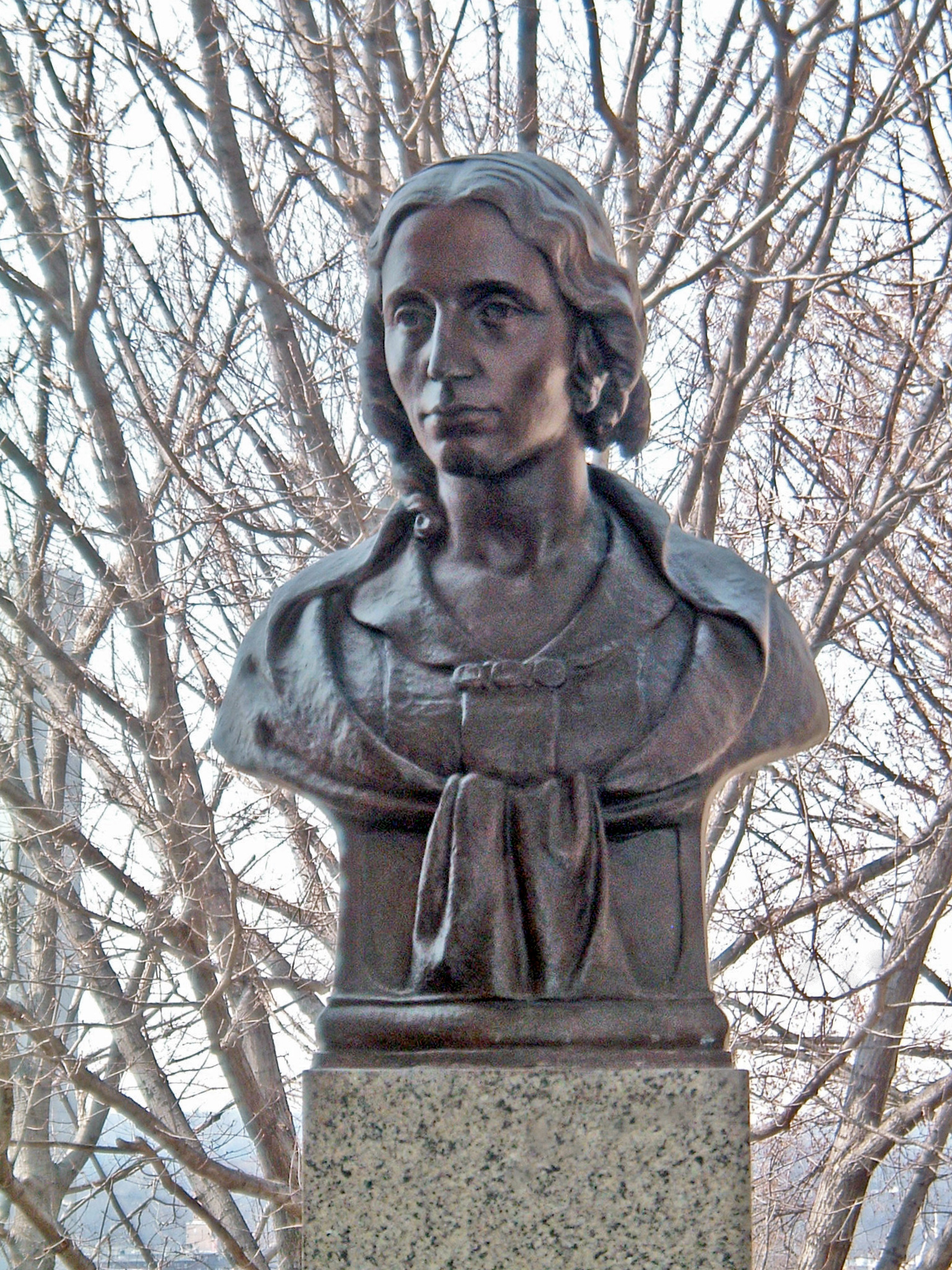
Bust de Brenda Putnam al Saló de la Fama dels grans americans

- El 1986, Stowe va ser inclosa al National Women's Hall of Fame.[24]
- El 13 de juny de 2007, el servei postal dels Estats Units va emetre un segell de la sèrie Distinguished Americans de 75 ¢ en el seu honor.[25]
- La Harris–Stowe State University de St. Louis, Missouri, rep el nom de Stowe i William Torrey Harris.[26]
- El 2010, Stowe va ser proposada per la Societat Històrica d'Ohio com a finalista en una votació a tot l'estat per incloure's a Statuary Hall al Capitoli dels Estats Units (en el seu lloc va ser escollit Thomas Edison).[27]

## Obres seleccionades

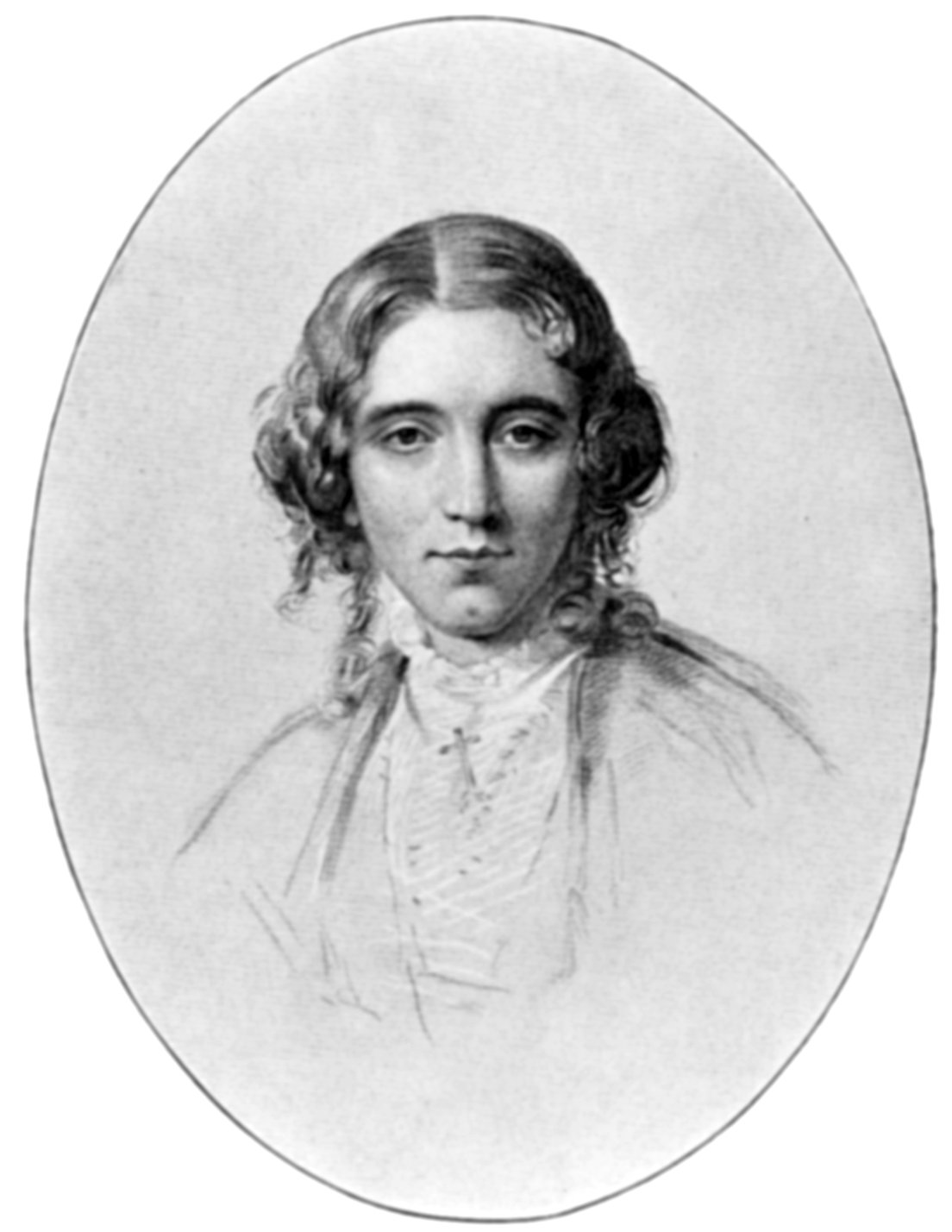
La jove Harriet

- The Mayflower; or Sketches of Scenes and Characters Among the Descendants of the Pilgrims (1834)
- La cabana de l'oncle Tom (1852)
- A Key to Uncle Tom's Cabin (1853)
- Dred, A Tale of the Great Dismal Swamp (1856)
- The Minister's Wooing (1859)
- The Pearl of Orr's Island (1862)
- House and Home Papers (1865), amb el pseudònim Christopher Crowfield
- Little Foxes (1866), amb el pseudònim Christopher Crowfield
- The Chimney Corner (1868)
- Men of Our Times (1868)
- Old Town Folks (1869)
- Little Pussy Willow (1870)
- Lady Byron Vindicated (1870)
- My Wife and I (1871)
- Pink and White Tyranny (1871)
- Palmetto-Leaves (1873)
- We and Our Neighbors (1875)
- Poganuc People (1878)

### Traduccions catalanes
- La cabana de l'oncle Tom, traducció d'Alba Dedeu. Martorell: Adesiara, 2019.